# Alonso de Alcalá (hebraísta)
Alfonso o Alonso de Alcalá (Alcalá la Real, 1465-¿Salamanca, 1540?) fue un médico, jurista, helenista y hebraísta judeoconverso español. 

## Biografía
Doctor en medicina, abjuró en 1492 de la religión mosaica y enseñó medicina en la Universidad de Salamanca; también se aplicó a los estudios de teología y era especialista en latín y griego. Fue llamado por el Cardenal Francisco Ximénez de Cisneros para que colaborase en el grupo de expertos que reunió desde 1504 para editar una Biblia Políglota Complutense (1514) en sus lenguas originales (griego, hebreo y arameo) y latín. En ella participaron, entre otros, los también judeoconversos Pablo Coronel y Alfonso de Zamora, quienes se encargaron junto a él de la parte hebrea y aramea, aunque el máximo experto en el texto hebreo fue sin duda Alfonso de Zamora. Es lógico pensar que el diccionario hebreo-latino, la lista latino-hebrea y el mismo diccionario de nombres propios hebreos que constituyen apéndices de la obra fueran obra de todo el equipo. La parte griega la trabajaron el cretense Demetrio Ducas, ducho en estas empresas por su experiencia en editar clásicos en los talleres de Aldo Manucio; Hernán Núñez el Pinciano, Diego López de Zúñiga, Bartolomé de Castro y el joven Juan de Vergara. Antonio de Nebrija intervino especialmente en la corrección de la Vulgata, texto latino de San Jerónimo, pero la pretensión de este último de corregir la Vulgata desagradó a Cisneros, quien lo despidió; la obra fue impresa en los talleres de Arnao Guillén de Brocar, quien realizó uno de los alardes tipográficos más notables de la historia del Renacimiento español.